# Athalarich
Athalarich (* 516; † 2. Oktober 534; got. Aþalareiks) war König der Ostgoten auf der Italienischen Halbinsel. Er war der Enkel Theoderichs des Großen und wurde König, als dieser 526 starb.
Als Athalarich den Thron bestieg, war er lediglich zehn Jahre alt, weshalb Widerspruch zu befürchten war. Aus diesem Grund wurde seine Mutter Amalasuntha als Regentin eingesetzt; sein Vater Eutharich war bereits vorher verstorben. Allerdings widersprach diese Regelung, wie schon die Minderjährigkeit des Königs, der gotischen Tradition; ein Vormund musste in der Regel ein Mann sein, doch hatte Theoderich ausdrücklich seine Tochter Amalasuntha dafür eingesetzt, die selbst wohl nicht ohne eigenen Ehrgeiz die Regentschaft übernahm. Obwohl alle Regierungsentscheidungen im Namen Athalarichs erlassen wurden und der Name Amalasunthas auch nicht in Gesetzen oder auf Münzen erscheint, war sie es doch, die die Leitlinien der Politik für die nächsten Jahre bestimmte. Athalarich genoss auf ihren Wunsch hin auch eine römische Erziehung, was allerdings auf den Vorbehalt der gotischen Adligen stieß. Auch den römischen Eliten im Ostgotenreich sowie dem katholischen Klerus kam Athalarich entgegen, doch scheint er in seinen letzten Regierungsjahren versucht zu haben, sich mit Hilfe einiger gotischen Adligen (denen die pro-römische Politik Amalasunthas missfiel) vom bestimmenden Einfluss seiner Mutter zu lösen.
Angeblich verfiel Athalarich dem Alkohol und führte ein ausschweifendes Leben, was zu seinem frühen Tod führte. Anschließend teilten sich seine Mutter und ihr Verwandter Theodahad die Herrschaft, doch zerfiel das Ostgotische Reich bald darauf (→ Gotenkrieg).